# 1551
- Wikisource

| Calendário gregoriano                                                        | 1551 MDLI                                             |
| Ab urbe condita                                                              | 2304                                                  |
| Calendário arménio                                                           | 1000 – 1001                                           |
| Calendário bahá'í                                                            | -293 – -292                                           |
| Calendário budista                                                           | 2095                                                  |
| Calendário chinês                                                            | 4247 – 4248 Início a 5 de fevereiro (aproximadamente) |
| Calendário copta                                                             | 1267 – 1268                                           |
| Calendário etíope                                                            | 1543 – 1544                                           |
| Calendários hindus - Vikram Samvat - Calendário nacional indiano - Cáli Iuga | 1606 – 1607 1472 – 1473 4651 – 4652                   |
| Calendário Holoceno                                                          | 11551                                                 |
| Calendário islâmico                                                          | 958 – 959                                             |
| Calendário judaico                                                           | 5311 – 5312                                           |
| Calendário persa                                                             | 929 – 930                                             |
| Calendário rúnico                                                            | 1801                                                  |
| Calendário solar tailandês                                                   | 2094                                                  |

1551 (MDLI, na numeração romana) foi um ano comum do século XVI do Calendário Juliano, da Era de Cristo, e a sua letra dominical foi D (53 semanas), teve início a uma quinta-feira e terminou também a uma quinta-feira.
| Ano completo                        |
| ----------------------------------- |
| Ano comum com início à quinta-feira |

## Eventos históricos
- 25 de Fevereiro - Criação da Diocese de São Salvador da Bahia, pelo Papa Júlio III,
- 6 de Agosto - Fundação da Capela de São Roque (São Roque) por Cristovão Pires.
- 8 de Setembro - Fundação da Cidade de Vitória (Espírito Santo).
- O papa Júlio III, no reinado de D. João III, une os Mestrados das Ordens Militares à Coroa passando estes a ser administrados pela Mesa da Consciência e Ordens.
- Extinção do Arcebispado do Funchal com a junção de Arguim a esta diocese,
- Nomeação de D. António da Costa no cargo de Bispo da diocese do Funchal.
- Extinção das maças da Sé do Funchal pela bula Super universas orbis eclesias.
- Data provável da construção da capela mor da Sé do Funchal, ilha da Madeira.
- Nomeação de D. Frei Gaspar do Casal no cargo de bispo do Funchal, ilha da Madeira.

## Nascimentos
- Datas Incompletas
  - Adolfo de Schwarzenberg, barão e conde de Schwarzenberg (m. 1600).
  - Bhai Gurdas, Guru Granth Sahib, historiador, religioso e guru sikh (m. 1636).
  - Cinzio Passeri Aldobrandini, cardeal italiano e governador de Espoleto (m. 1610).
  - Fausto Veranzio, Faust Vrančić, Faustus Verantius, humanista e filósofo croata (m. 1617).
  - George Tuchet, Primeiro Conde de Castlehaven (m. 1617).
  - Giovanni Agostino Adorno, religioso e diplomata italiano (m. 1591).
  - Henrique da França, Henrique de Valois, Henrique de Angoulême, filho de Henrique II da França (1519-1559) (m. 1586).
  - Hércules da Saxônia, médico italiano (m. 1607).
  - Jó de Počajiv, monje e santo ucraniano (m. 1651).
  - Johannes Winckelmann, teólogo luterano alemão (m. 1626).
  - Paul Jenisch, historiador, pedagogo e teólogo luterano alemão (m. 1612).
  - Siméon-Guillaume de La Roque, poeta barroco francês (m. 1611).
  - Tibuzio Vergelli, escultor e fundidor italiano (m. 1609).
- Janeiro
  - 5 de Janeiro - Jean Chapeauville, teólogo e historiador belga (m. 1617).
  - 14 de Janeiro - Abul al-Fazl ibn Mubarak, vizir do grande imperador mogol Akbar, e autor do Akbarnama, a história oficial do reinado de Akbar em três volumes(m. 1602).
  - 30 de Janeiro - Salomon Schweigger, pregador e orientalista alemão (m. 1622). Salomon Schweigger (1551-1622)
- Fevereiro

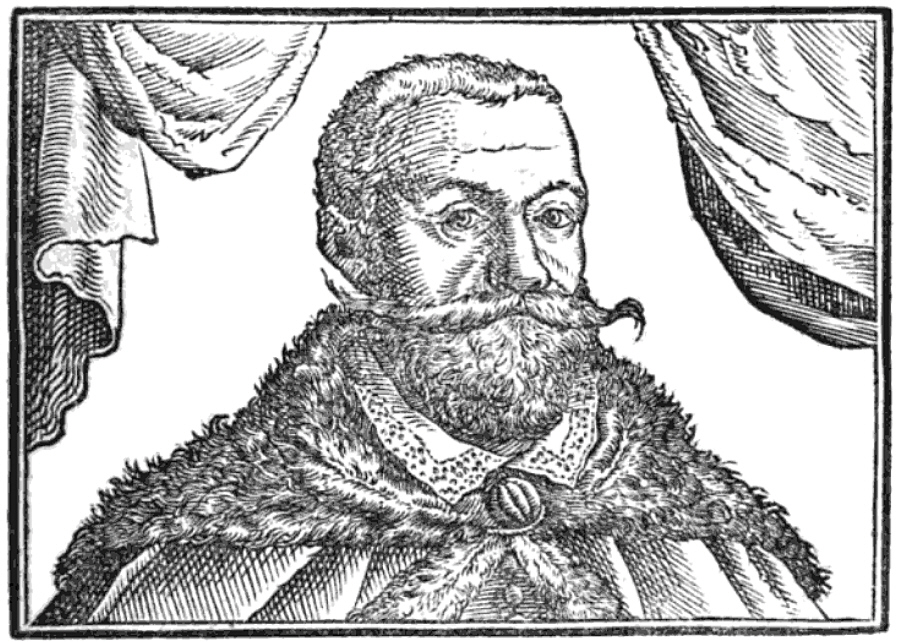
Salomon Schweigger (1551-1622)

  - 1 de Fevereiro - Edward Coke, empreendedor e jurista inglês (m. 1634).
  - 2 de Fevereiro - Georg Ciegler, poeta e sacerdote alemão de origem estoniana (m. 1633).
  - 15 de Fevereiro - Eleanor, Condessa de Hohenzollern, casada com Karl Waldburg (1550-1593) (m. 1598).
- Março
  - 4 de Março - Roberto Titius, jurista e filólogo italiano (m. 1609).
  - 9 de Março - Alessandro Alberti, pintor italiano (m. 1596).
  - 21 de Março - Maria Anna da Baviera, Maria Anna von Wittelsbach, arquiduquesa da Áustria (m. 1608).
  - 28 de Março - Ferdinando de Habsburgo, filho de Maximiliano II, Imperador do Sacro Império Romano (1527-1576) (m. 1552).
- Abril
  - 9 de Abril - Peter Monau, Petrus Monavius, médico e humanista tcheco, médico particular de Rodolfo II, Imperador do Sacro Império Romano (1552-1612) (m. 1588).
  - 23 de Abril - Boris Godunov, Tsar da Rússia (m. 1605).
- Maio
  - 2 de Maio - William Camden, antiquariano e historiador inglês (m. 1623).
  - 2 de Maio - Eleonore, filha de Ana da Dinamarca (1532-1585) (m. 1553).
  - 17 de Maio - Martín Antonio Delrio, teólogo e ocultista flamengo (m. 1608).
  - 20 de Maio - Elisabeth, Princesa da Prússia, Elisabeth von Hohenzollern, filha de Alberto da Prússia (1490-1568) (m. 1596).
- Junho
  - 13 de Junho - Christof, Príncipe do Palatino, filho de Frederico III, O Pio, Eleitor-Palatino do Reno (1515-1576) (m. 1574).

- Agosto

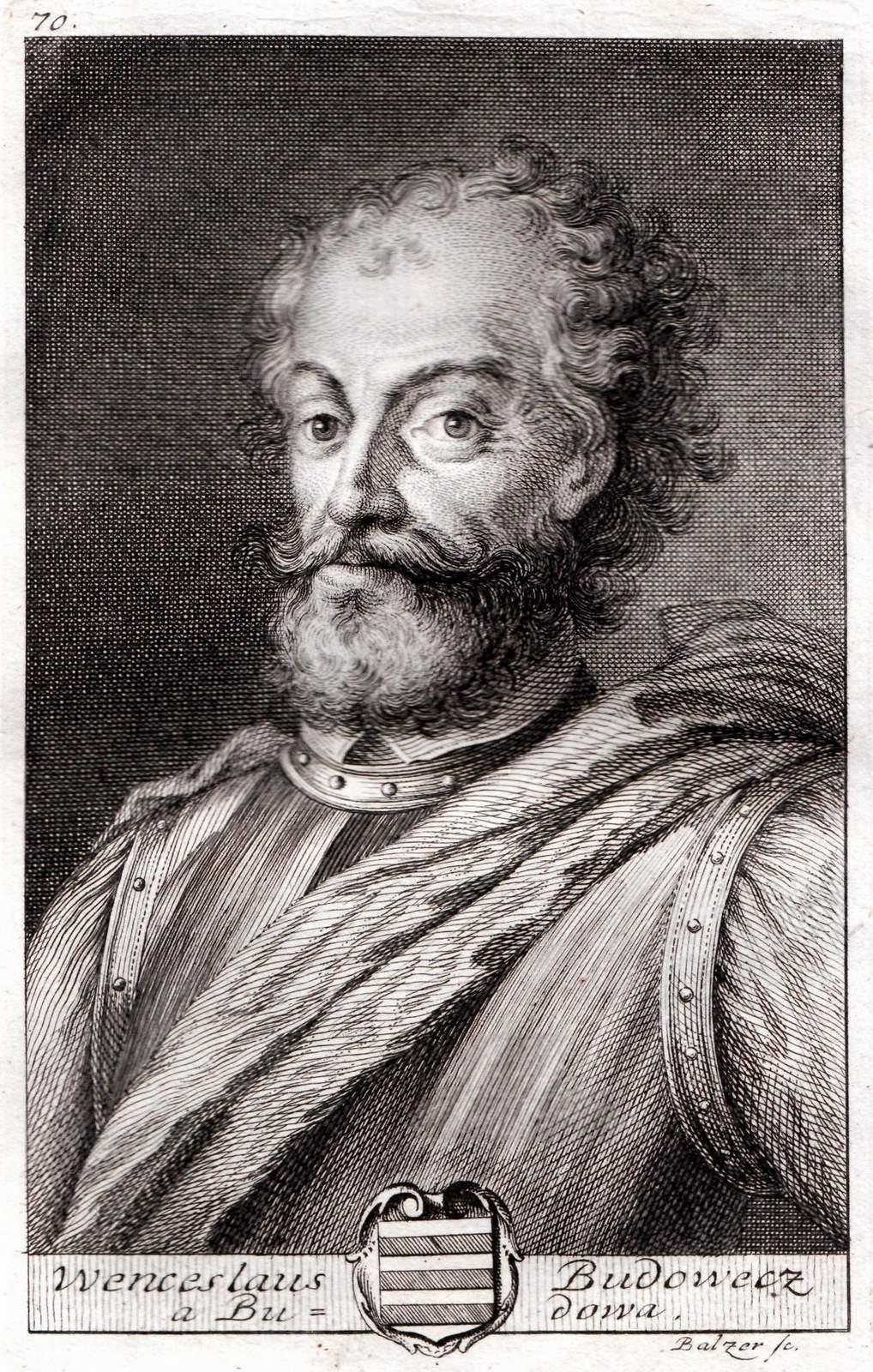
Václav Budovec z Budova (1551-1621) Gravura de Johann Balzer (1772)

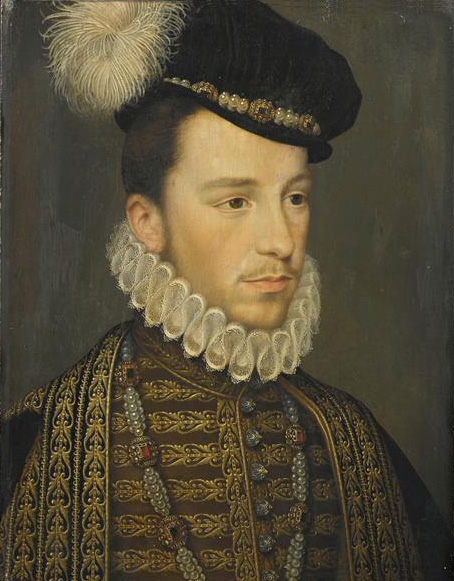
Henrique III (1551-1589)

- - 8 de Agosto - Lazarus (I) Henckel von Donnersmarck, banqueiro eslovaco e empreendedor da área de mineração (m. 1624).
  - 26 de Agosto - Margarida Leijonhufvud, esposa do rei Gustavo I da Suécia (n. 1516)
  - 28 de Agosto - Václav Budovec z Budova, político, diplomata e escritor tcheco (m. 1621).
- Setembro
  - 13 de Setembro - Pandolfo Zallamella, compositor italiano 1591).
  - 19 de Setembro - Henrique III da França, em francês, Henri III de Valois, rei da França (m. 1589).
- Outubro
  - 8 de Outubro - Giulio Caccini, barítono, compositor e instrumentalista italiano (m. 1618).
- Novembro
  - 11 de Novembro - Giovanni Corner I, 96° Doge de Veneza (m. 1629).
- Dezembro
  - 28 de Dezembro - Vivente Espinal, compositor espanhol (m. ?).

## Mortes
- Datas Incompletas
  - Alberto Bruno da Asti, jurista e senador italiano (n. 1477).
  - João Teixeira de Mendonça, proprietário de terras em Água de Pena.
  - Ludovico Pasquali, historiador, humanista e poeta italiano (n. 1500).
  - Sagara Taketo, samurai japonês (n. 1498).
  - Vincenzo de Barberis, pintor italiano (n. c1490).
- Janeiro
  - 1 de Janeiro - Jane Grenville, casada com John Arundell (1470-1512) (n. 1474).
  - 13 de Janeiro - Márton Kecsethy, Bispo húngaro de Veszprém (n. ?).
  - 21 de Janeiro - Georg, Conde de Oldenburg, filho de Johann XIV, Conde de Oldenburg-Delmenhorst (1460-1526), (n. 1503).
  - 30 de Janeiro - Andrea Corner, Bispo de Brescia e cardeal italiano (n. 1511).
- Fevereiro
  - 4 de Fevereiro - Thomas Venatorius, teólogo evangélico, humanista, reformador e matemático alemão (n. 1488).
- Março
  - 1 de Março - Martinus Bucerus, teólogo e reformador alemão (n. 1491).
  - 4 de Março - Bartholomäus Haller von Hallerstein, Secretário da rainha Maria da Hungria (1505-1558) (n. 1486).
  - 9 de Março - Andreas Kritzmann, comandante militar e herói muito popular em Magdeburgo (n. c1500).
  - 12 de Março - Niklaus von Wattenwyl, teólogo suíço (n. 1492).
  - 15 de Março - Heinrich von Könneritz, mineralogista e diretor alemão da casa de moedas (n. 1483).
  - 16 de Março - Georg I, Conde de Hohenlohe-Waldenburg, filho de Kraft VI von Hohenlohe-Waldenburg-Neuenstein (1472-1503) (n. 1488).
  - 22 de Março - Ulrich von Regenstein, Regente dos Condados de Regenstein e Blankenburg (n. 1499).
- Abril
  - 4 de Abril - Johann Dolzig, Hans von Dolzig, chefe de estado saxão (n. 1485).
  - 6 de Abril - Joachim von Watt, Joachimus Vadianus, humanista e reformador suíço (n. 1484).

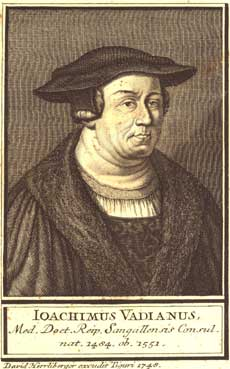
Joachimus Vadianus (1484-1551), Gravura de David Herrliberger de Zurique, 1748, baseada em outra original mais antiga.

- - 8 de Abril - Oda Nobuhide, 織田 信秀, guerreiro japonês (n. 1510).
  - 21 de Abril - Sebastián de Belalcázar, explorador espanhol e fundador de Santiago de Cali, Colômbia (n. 1480).
  - 22 de Abril - Christoph I. von Ortenburg, conde e filho de Sebastian I. von Ortenburg (1434-1490) (n. 1480).
- Maio
  - 3 de Maio - Wolfgang  Fuß, sacerdote visitador alemão (n. c1487).
  - 11 de Maio - Hermann Tast, reformador alemão (n. 1490).
  - 18 de Maio - Domenico Beccafumi, il Mecherino, italiano pintor (n. 1486).

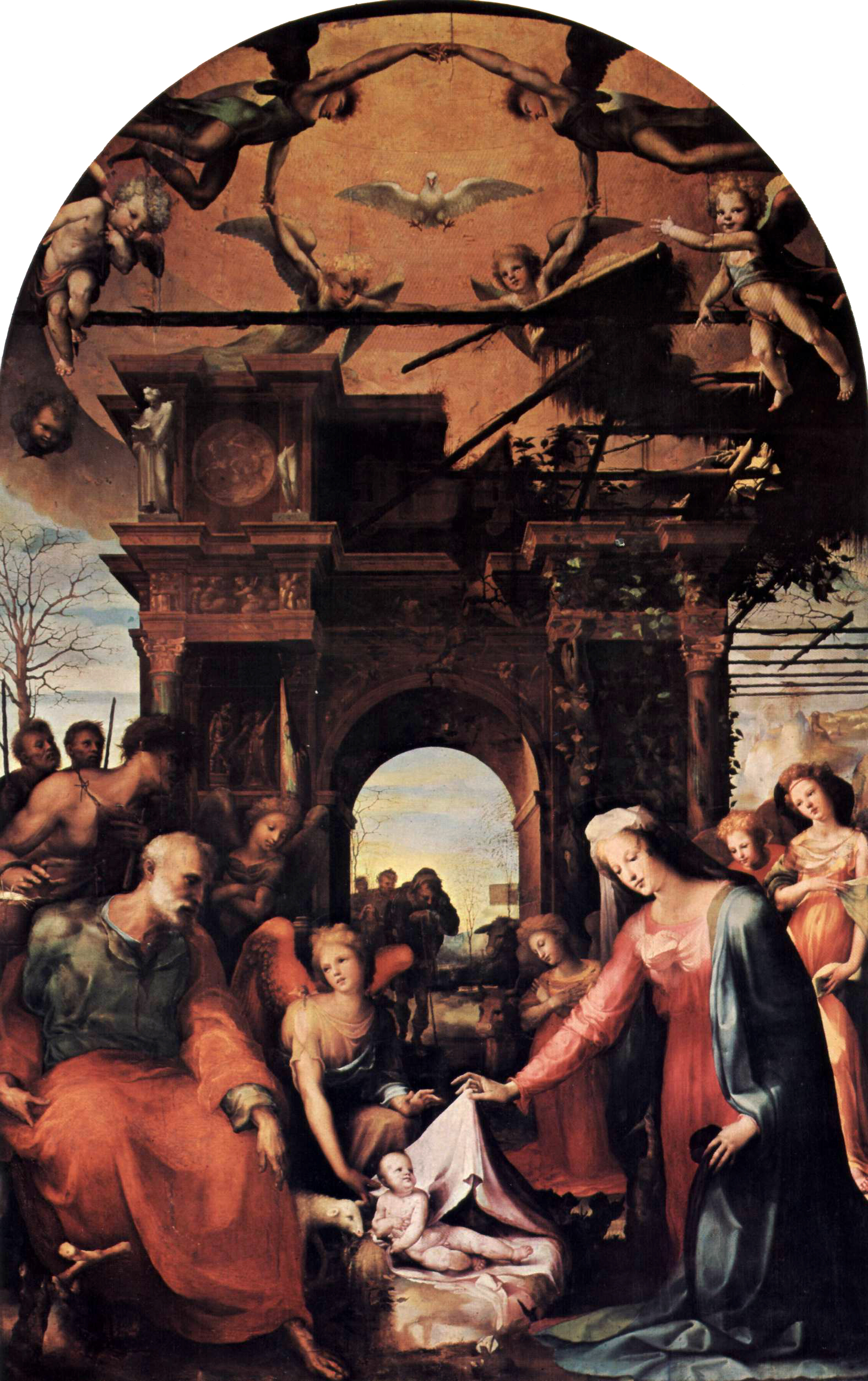
Domenico Beccafumi (1486-1551) Nascimento de Cristo, Siena, San Martino

- - 23 de Maio - Giorgio Siculo, monge, teólogo e mártir italiano (n. 1517).
  - 28 de Maio - Johannes Aal, teólogo, compositor e dramaturgo suíço (n. c1500).
  - 28 de Maio - Wolfgang I, Conde de Gleichen, filho de Carlos I, Conde de Gleichen († 16.10.1495) (n. c1485).
  - 31 de Maio - Basiano da Sangallo, arquiteto e cenógrafo italiano (n. 1481).
- Junho
  - 4 de Junho - Ambrosius Volland, chanceler e jurista alemão (n. c1471).
- Julho
  - Julho - Adriaen Isenbrandt, pintor flamengo (n. 1490). Uma das muitas versões do Descanso durante a fuga do Egito atribuídas a Adriaen Isenbrandt (c1490-1551)

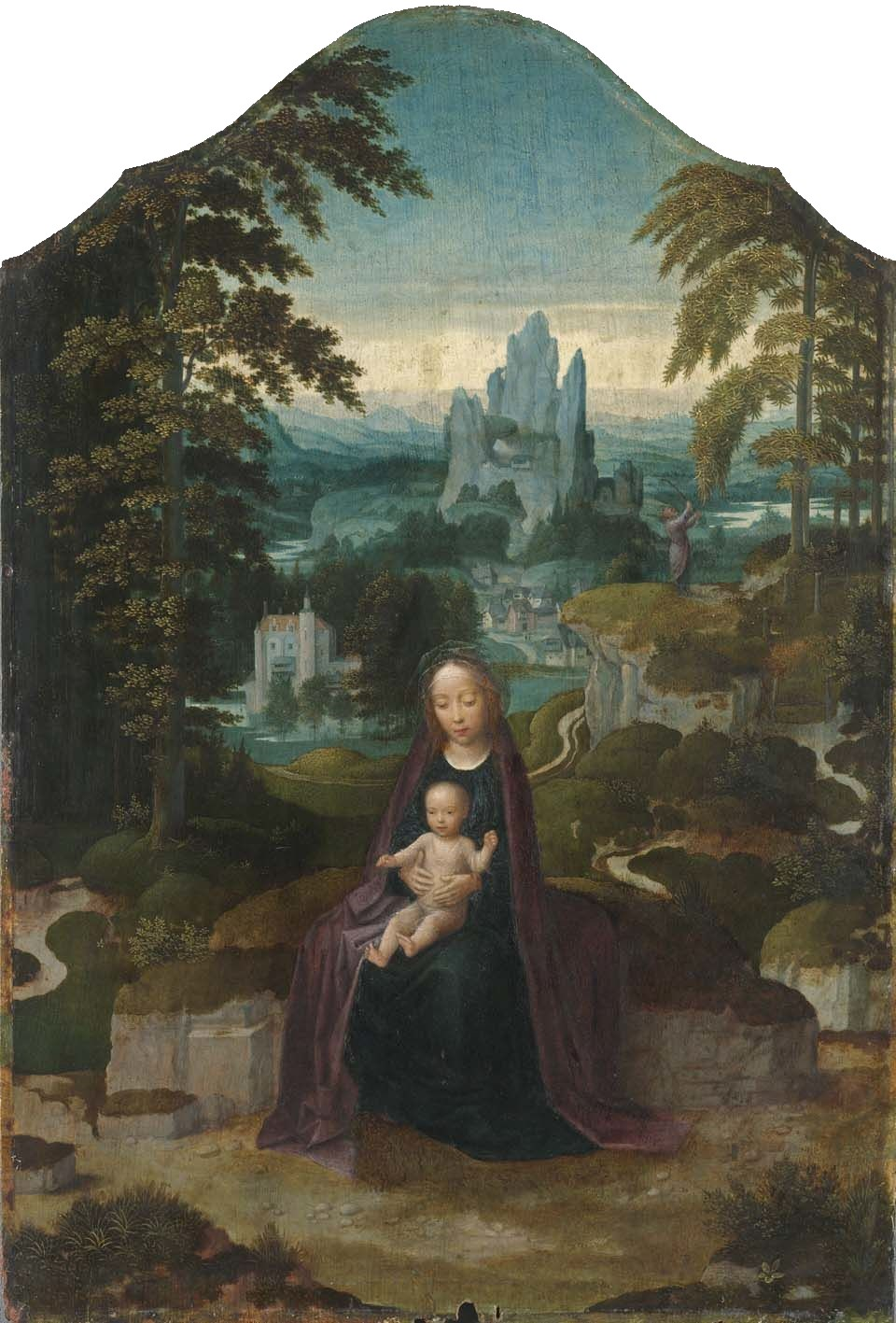
Uma das muitas versões do Descanso durante a fuga do Egito atribuídas a Adriaen Isenbrandt (c1490-1551)

  - 2 de Julho - Edward Grey, 3° Barão Grey of Powys, nobre irlandês, participou da tomada de Bray, na Irlanda, junto com Charles Brandon, 1° Duque de Suffolk, (1484-1545) (n. 1503).
  - 4 de Julho - Gregory Cromwell, Lord Cromwell, filho de Thomas Cromwell, 1° Conde de Essex (1485-1540) (n. 1514).
  - 11 de Julho - Gerolamo Genga, pintor e escultor italiano (n. 1476).
  - 13 de Julho - John Wallop, militar e diplomata inglês (n. 1490).
  - 14 de Julho - Charles Brandon, 3° Duque de Suffolk, filho do quarto casamento de Charles Brandon, 1° Duque de Suffolk (1484-1545)

(n. 1531)."
- - 21 de Julho - Bartholomäus Bernhardi, teólogo, reformador e professor de Filosofia e de Física da Universidade de Wittenberg (n.1487).
- Agosto
  - 8 de Agosto - Frei Tomás de Berlanga, Bispo do Panamá (n. c1487).
  - 9 de Agosto - Hieronymus Nopp, teólogo luterano, reformador e reitor da Universidade de Schneeberg (n. 1495).
  - 12 de Agosto - Paul Speratus, teólogo, reformador e historiador alemão (n.1484).
  - 24 de Agosto - Nikolaus  Medler, matemático, teólogo e reformador luterano (n. 1502).
  - 26 de Agosto - Margareta Eriksdotter, Margarita Leijonhufvud, rainha da Suécia e segunda esposa de Gustavo Vasa (1496-1560) (n. 1516).
- Setembro
  - 4 de Setembro - Filipe I, Duque de Braunschweig-Grubenhagen, filho de Alberto III, Duque de Braunschweig-Grubenhagen (1419-1485) (n. 1476).
  - 27 de Setembro - Janusz Radziwill, príncipe da Lituânia (n. 1516).
  - 28 de Setembro - Catarina de Ataíde, dama da corte da rainha D. Catarina, esposa do rei D. João III, foi celebrizada por Luís de Camões com o nome de Natércia (n. ?).
  - 30 de Setembro - Ōuchi Yoshitaka, Ōuchi Yoshitaka 大内義隆, guerreiro (daimyo) japonês (n. 1507).
- Outubro
  - 12 de Outubro - Johann Bernhard, teólogo e pregador evangélico alemão, ativo em Frankfurt am Main (n. c1500).
- Novembro
  - 18 de Novembro - Zofia Szydłowiecka, santa e fidalga polonesa; foi beatificada em 1612 e canonizada em 1676 (n. 1513).
- Dezembro
  - 15 de Dezembro - Jørgen Skodborg, arcebispo dinamarquês de Lund (n. ?).
  - 17 de Dezembro - Jorge Martinuzzi, György Martinuzzi, cardeal e arcebispo católico húngaro (n. 1482).